# Pabellón Fajhan Hilal Al-Mutairi
El Pabellón Fajhan Hilal Al-Mutairi (en árabe: صالة فجحان هلال المطيري) es una arena localizada en la ciudad de Kuwait, la capital del país asiático de Kuwait. La capacidad del estadio es de 5000 espectadores. Es sede de eventos deportivos bajo techo como el baloncesto y acoge los partidos en casa de Al Qadisiya Kuwait. También fue sede de la Copa de Campeones de FIBA Asia 2006 y la Copa de Campeones FIBA Asia de 2008.